# Divita wa Lusala
 (octobre 2021).
Divita wa Lusala est un réalisateur, scénariste, monteur, documentariste et cameraman congolais (RDC), né le 3 septembre 1973 à Kinshasa.

## Filmographie
- 2009 : Dames en attente (Ladie in Waiting)[2],
- 2010 : Congo en quatre actes (Congo In Four Acts)[3],
- 2011 : Un jour ...[4]